# Razoružanje Teritorijalne obrane SR Hrvatske 1990.
Predaja oružja Teritorijalne obrane tadašnje SR Hrvatske „Jugoslavenskoj narodnoj armiji“ 1990. uoči agresije na Hrvatsku dogodila se 23. svibnja 1990, kada je Vlada Socijaldemokratske partije Hrvatske SDP-SKH - svega osam dana prije okupljanja prvog saziva Sabora s  HDZ-ovom većinom nakon prvih demokratskih izbora provedenih nakon II. svjetskog rata - predala cjelokupno naoružanje hrvatske Teritorijalne obrane neprijateljski nastrojenoj JNA, neposredno prije početka velikosrpske vojne agresije na Hrvatsku. Hrvatskoj je na taj način oduzeto oružje kojim se moglo naoružati 200.000 ljudi - uključujući znatnu količinu protuoklopnog i protuzračno naoružanja, te lako topništvo: s iminentnom opasnosti od ratnog sukoba morala se potom Hrvatska suočiti praktično lišena ratne tehnike, izuzev skromne količine lakog pješačkog naoružanja kojim su raspolagale policijske postrojbe, lovačkog, muzejskog i trofejnog oružja.
Ustroj teritorijalne obrane bio je utemeljen na odredbi članka 239. tadašnjeg ustava SFRJ prema kojem su republike - tako i SR Hrvatska - imale pravo organizirati i rukovoditi Teritorijalnom obranom. Analognu odredbu sadržavao je i članak 237. tadašnjeg Ustava SR Hrvatske. 
Na čelu Teritorijalne obrane bio je zapovjednik TO, kojega je imenovalo i razrješavalo dužnosti tadašnje predsjedništvo SFRJ na prijedlog Predsjedništva tadašnje SR Hrvatske; tu je dužnost u trenutku predaje oružja JNA 1990. godine obnašao bivši premijer Ivica Račan.
Procijenivši da zapadnim republikama Sloveniji i Hrvatskoj treba oduzeti oružje Teritorijalne obrane, Generalštab oružanih snaga SFRJ donio je 14. svibnja 1990. zapovijed o oduzimanju oružja, s potpisom načelnika generalštaba JNA generala Blagoje Adžića. Naredbom se kompletno naoružanje i streljivo Teritorijalne obrane predaje na smještaj i čuvanje JNA.
Različitost stanja u Sloveniji od onoga u Hrvatskoj u pogledu predaje naoružanja Teritorijalne obrane može se pripisati višem stupnju nacionalnog jedinstva u procesu stjecanja neovisnosti Slovenije: doduše je narod i u Hrvatskoj posve jasno bio uz osamostaljenje - na narodnom Referendumu o hrvatskoj samostalnosti u svibnju 1991. godine je čak 93,4 posto glasača podržalo suverenitet RH, a 92,18 posto glasača podržalo raskid veza sa SFR Jugoslavijom - ali je dio političke elite koji je prethodnih desetljeća upravljao Hrvatskom bio slabo ili nikako sklon osamostaljenju.
Za razliku od Slovenije, gdje su republičke vlasti odlučno odbile razoružati Teritorijalnu obranu, u Hrvatskoj je oružje je predano bez protivljenja Ivice Račana i SKH-SDP; ta je akcija zahvaljujući hrvatskim kadrovima u vrhu zapovjednog lanca Teritorijalne obrane Hrvatske provedena vrlo brzo i učinkovito.
Više od polovice naoružanja Teritorijalne obrane nalazilo se u skladištima TO koja su se nalazila u sastavu kompleksa vojarni pod nadzorom JNA. Ostatak se nalazio u skladištima društveno političkih zajednica (općina) i radnih organizacija (poduzeća). Na području V. vojne oblasti naoružanje, streljivo i oprema Teritorijalne obrane čuvalo se u 364 objekta, od čega je 178 objekata bilo u kompleksima JNA, a 186 skladišta se nalazilo izvan vojnih kompleksa.
Nakon akcije razoružavanja JNA i MUP Srbije pojačali su sprovođenje operacije Štit i Operacije Proboj.